# Tuktuk Siadong
Tuktuk Siadong is een bestuurslaag in het regentschap Samosir van de provincie Noord-Sumatra, Indonesië. Tuktuk Siadong telt 2178 inwoners (volkstelling 2010).